# 20.ª edición de los Premios Grammy
La 20.ª edición de los Premios Grammy se celebró el 23 de febrero de 1978 en el Shrine Auditorium de Los Ángeles, en reconocimiento a los logros discográficos alcanzados por los artistas musicales durante el año anterior. El evento fue presentado por John Denver y fue televisado en directo en Estados Unidos por CBS.

## Ganadores

### Generales
- Grabación del año
  - Bill Szymczyk (productor); The Eagles (intérpretes) por "Hotel California"
- Álbum del año
  - Ken Caillat, Richard Dashut (productores); Fleetwood Mac (productores e intérpretes) por Rumours
- Canción del año
  - Barbra Streisand & Paul Williams (compositores); Barbra Streisand (intérprete) por "Evergreen (Love Theme from A Star Is Born)"
  - Joe Brooks (compositor); Debby Boone (intérprete) por "You Light Up My Life"
- Mejor artista novel
  - Debby Boone

### Clásica
- Mejor grabación clásica orquestal
  - Gunther Breest (productor), Carlo Maria Giulini (director) & Chicago Symphony Orchestra por Mahler: Sinfonía n.º 9
- Mejor interpretación solista vocal clásica
  - Neville Marriner (director), Janet Baker & Academy of Saint Martin in the Fields por Bach: Arias
- Mejor grabación de ópera
  - Thomas Z. Shepard (productor), John De Main (director), Donnie Ray Albert, Carol Brice, Clamma Dale & Houston Grand Opera Orchestra por Gershwin: Porgy and Bess
- Mejor interpretación coral (que no sea ópera)
  - Georg Solti (director), Margaret Hillis (director de coro) & Chicago Symphony Orchestra & Chorus por Verdi: Requiem
- Mejor interpretación clásica - Solista o solistas instrumentales (con orquesta)
  - Itzhak Perlman & London Philharmonic Orchestra por Vivaldi: The Four Seasons
- Mejor interpretación clásica - Solista o solistas instrumentales (sin orquesta)
  - Arthur Rubinstein por Beethoven: Sonata para piano n.º 18 / Schumann: Fantasiestücke, Op. 12
- Mejor interpretación de música de cámara
  - Juilliard String Quartet por Schoenberg: Quartets for Strings (complete)
- Mejor álbum de música clásica
  - Thomas Frost (productor), Leonard Bernstein (director), Dietrich Fischer-Dieskau, Vladimir Horowitz, Yehudi Menuhin, Mstislav Rostropovich, Isaac Stern, Lyndon Woodside & New York Philharmonic por Concert of the Century

### Comedia
- Mejor grabación de comedia
  - Steve Martin por Let's Get Small

### Composición y arreglos
- Mejor composición instrumental
  - John Williams (compositor) por "Main Title From Star Wars"
- Mejor banda sonora original de película o especial de televisión
  - John Williams (compositor) por Star Wars
- Mejor arreglo instrumental
  - Harry Betts, Perry Botkin Jr. & Barry De Vorzon (arreglistas); Barry De Vorzon (intérprete) por "Nadia's Theme (The Young and the Restless)"
- Mejor arreglo de acompañamiento para vocalista(s)
  - Ian Freebairn-Smith (arreglista); Barbra Streisand (intérprete) por "Evergreen (Love Theme from A Star Is Born)"
- Mejor arreglo vocal (dúo, grupo o coro)
  - The Eagles (arreglistas) por "New Kid in Town"

### Country
- Mejor interpretación vocal country, femenina
  - Crystal Gayle por "Don't It Make My Brown Eyes Blue"
- Mejor interpretación vocal country, masculina
  - Kenny Rogers por "Lucille"
- Mejor interpretación country, duo o grupo
  - The Kendalls por "Heaven's Just a Sin Away"
- Mejor interpretación instrumental country
  - Hargus "Pig" Robbins por Country Instrumentalist of the Year
- Mejor canción country
  - Richard Leigh (compositor); Crystal Gayle (intérprete) por "Don't It Make My Brown Eyes Blue"

### Espectáculo musical
- Mejor álbum de espectáculo con reparto original
  - Martin Charnin (compositor), Charles Strouse (compositor y productor), Larry Morton (productor) & el elenco original con Andrea McCardle & Dorothy Loudon por Annie

### Folk
- Mejor grabación étnica o tradicional
  - Muddy Waters por Hard Again

### Gospel
- Mejor interpretación gospel tradicional
  - The Oak Ridge Boys por "Just a Little Talk With Jesus"
- Mejor interpretación gospel contemporánea
  - The Imperials por Sail On
- Mejor interpretación gospel soul tradicional
  - James Cleveland por James Cleveland Live at Carnegie Hall
- Mejor actuación gospel soul contemporánea
  - Edwin Hawkins por Wonderful!
- Mejor interpretación inspiracional
  - B. J. Thomas por Home Where I Belong

### Hablado
- Mejor grabación hablada
  - Julie Harris por The Belle of Amherst

### Infantil
- Mejor grabación para niños
  - Christopher Cerf & Jim Timmens (productores); varios artistas (intérpretes) por Aren't You Glad You're You

### Jazz
- Mejor interpretación jazz de solista
  - Oscar Peterson por The Giants
- Mejor interpretación jazz de grupo
  - Phil Woods por The Phil Woods Six - Live From the Showboat
- Mejor interpretación jazz de big band
  - Count Basie por Prime Time
- Mejor interpretación jazz vocal
  - Al Jarreau por Look to the Rainbow

### Latina
- Mejor grabación latina
  - Mongo Santamaría por Dawn